# Wedendorf
Wedendorf – dzielnica gminy Wedendorfersee w Niemczech, w kraju związkowym Meklemburgia-Pomorze Przednie, w powiecie Nordwestmecklenburg, w urzędzie Rehna. Do 30 czerwca 2011 była to samodzielna gmina.